# Lev Lobodin
Lev Alekseyevich Lobodin (en russe : Лев Алексеевич Лободин, Lev Alekseïevitch Lobodine), né le 1er avril 1969 à Voronej est un athlète ukrainien devenu russe en 1996, pratiquant le décathlon.

## Carrière sportive
Il franchit pour la première fois la barre des 8 000 points au décathlon en réalisant 8 018 pts lors de la réunion de Kiev, le 20 juin 1991. En 1994, il prend la troisième place de la finale du décathlon des Championnats d'Europe d'Helsinki remportée par le Français Alain Blondel dans de mauvaises conditions météorologiques. En 1995, Lobodin améliore son record personnel en réalisant 8 286 points lors du meeting Decastar de Talence, puis 8 315 points l'année suivante lors du meeting de Götzis. En fin de saison 1996, il obtient la nationalité russe. 
L'année 1998 se solde pour Lev Lobodin par deux médailles de bronze continentales. La première est obtenue en début de saison dans l'épreuve de l'heptathlon, lors des Championnats d'Europe en salle de Valence avec un total de 6 226 points. Fin août, le Russe monte sur la troisième marche du podium des Championnats d'Europe de Budapest, ne terminant qu'à 16 points du Finlandais Eduard Hämäläinen dans un concours remporté par Erki Nool. Avec 8 571 points, Lobodin établit la meilleure performance de sa carrière. L'année suivante, il se classe 5e des Championnats du monde de Séville en réalisant 8 494 points.
Lobodin obtient une nouvelle médaille de bronze à l'heptathlon à l'occasion des Championnats du monde en salle 2001 de Lisbonne et prend la 5e place des Mondiaux d'Edmonton. Il franchit de nouveau la barre des 8 400 points lors du meeting de Götzis (8 465 pts). Il obtient en 2002, comme quatre ans auparavant, la médaille de bronze du décathlon des Championnats d'Europe d'athlétisme dominé par le Tchèque Roman Šebrle. En mars 2003, le Russe devient vice-champion du monde de l'heptathlon lors des Mondiaux « indoor » de Birmingham, terminant derrière l'Américain Tom Pappas.

## Palmarès
| Date | Compétition                           | Lieu                                  | Résultat | Épreuve    |
| ---- | ------------------------------------- | ------------------------------------- | -------- | ---------- |
| 1993 | Championnats du monde en salle        | Toronto                               | 4e       | Heptathlon |
| 1994 | Championnats d'Europe                 | Helsinki                              | 3e       | Décathlon  |
| 1995 | Championnats du monde                 | Göteborg                              | 7e       | Décathlon  |
| 1995 | Décastar                              | Talence                               | 2e       | Décathlon  |
| 1996 | Jeux olympiques                       | Atlanta                               | —        | Décathlon  |
| 1997 | Championnats du monde                 | Athènes                               | —        | Décathlon  |
| 1998 | Championnats d'Europe en salle        | Valence                               | 3e       | Heptathlon |
| 1998 | Championnats d'Europe                 | Budapest                              | 3e       | Décathlon  |
| 1998 | Décastar                              | Talence                               | 3e       | Décathlon  |
| 1999 | Championnats du monde en salle        | Maebashi                              | 6e       | Heptathlon |
| 1999 | Hypo-Meeting                          | Götzis                                | 3e       | Décathlon  |
| 1999 | Championnats du monde                 | Séville                               | 5e       | Décathlon  |
| 2000 | Jeux olympiques                       | Sydney                                | 13e      | Décathlon  |
| 2001 | Championnats du monde en salle        | Lisbonne                              | 3e       | Heptathlon |
| 2001 | Championnats du monde                 | Edmonton                              | 5e       | Décathlon  |
| 2001 | Coupe du monde des épreuves combinées | Coupe du monde des épreuves combinées | 3e       | Décathlon  |
| 2002 | Championnats d'Europe                 | Munich                                | 3e       | Décathlon  |
| 2002 | Décastar                              | Talence                               | 3e       | Décathlon  |
| 2002 | Coupe du monde des épreuves combinées | Coupe du monde des épreuves combinées | 3e       | Décathlon  |
| 2003 | Championnats du monde en salle        | Birmingham                            | 2e       | Heptathlon |
| 2003 | Championnats du monde                 | Paris                                 | 6e       | Décathlon  |
| 2004 | Championnats du monde en salle        | Budapest                              | 3e       | Heptathlon |
| 2004 | Jeux olympiques                       | Athènes                               | —        | Décathlon  |

## Records
| Épreuve    | Performance    | Lieu     | Date           |
| ---------- | -------------- | -------- | -------------- |
| Décathlon  | 8 571 pts      | Budapest | 20 août 1998   |
| Heptathlon | 6 412 pts (NR) | Moscou   | 8 février 2003 |